# Simon Paulli
Simon Paulli (6 avril 1603 - 25 avril 1680) est un médecin et naturaliste danois, professeur d'anatomie, de chirurgie et de botanique à l'Université de Copenhague. Le genre Paullinia porte son nom,,,.
Paulli fut le premier médecin de la cour de Frédéric III du Danemark, et apporta de précieuses contributions à l'anatomie et à la botanique. Il a écrit et publié plusieurs traités de médecine et de botanique, notamment Quadripartitum Botanicum . Il a également joué un rôle moteur dans la création du Domus Anatomica (en), le premier théâtre anatomique de Copenhague.

## Jeunesse
Paulli est né à Rostock le 6 avril 1603. Son grand-père, Simon Paulli Sr., était un théologien allemand et premier surintendant de la ville de Rostock. Son père, Henry Paulli, était médecin de la reine douairière du Danemark. Il a eu au moins cinq fils dont Jacob Henrik (1637–1702), anatomiste et diplomate au service du Danemark ; Daniel (1640–1684), libraire et éditeur à Copenhague, également imprimeur et éditeur Simon à Strasbourg ; et Olliger (Holger) Paulli (en)  (1644–1714), marchand prospère, secrétaire de la Compagnie danoise des Indes orientales, journaliste et éditeur.

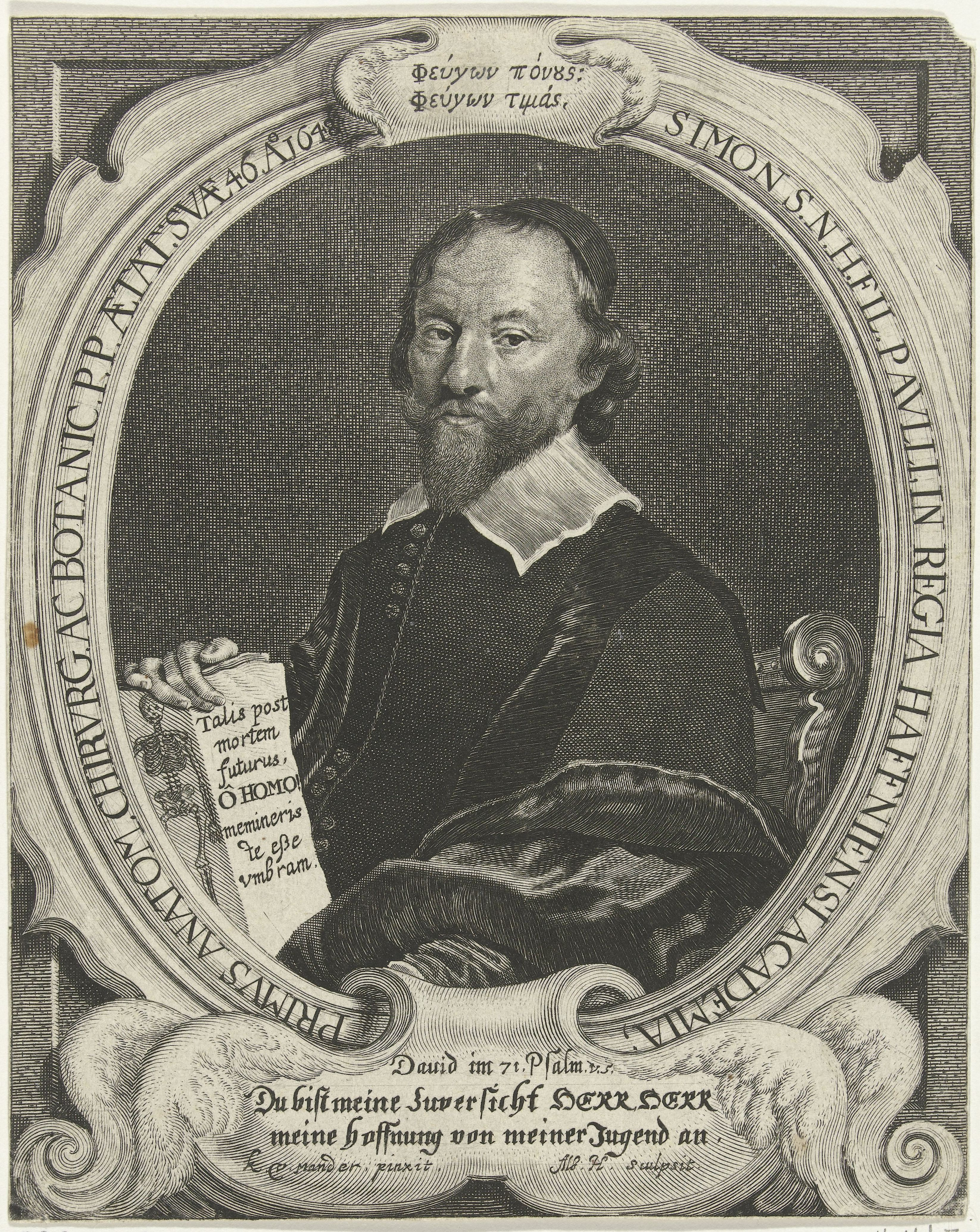
Simon Paulli

Paulli a étudié à plusieurs endroits, notamment à Rostock, Leyde, Paris et Copenhague. Il s'inscrit à l'Université de Copenhague entre 1626 et 1629. En 1629-1630 il se trouve  auprès de Jean ii Riolan et de René Moreau à Paris. Il obtient son doctorat en médecine à Wittenberg en 1630. Il travaille comme médecin à Rostock et à Lübeck en tant que praticien médical et devient plus tard professeur d'anatomie au Finck College. Avec l'aide de Frédéric III, il établit un « théâtre anatomique » à Copenhague. Il décède le 25 avril 1680 à Copenhague,,.

## Travaux

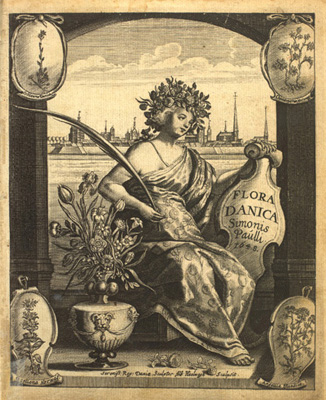
Page d'accueil de la Flora Danica.

- Simonis Paulli Med. D. & Profess. in Academia Rostochiensi, Quadripartitum, De Simplicium medicamentorum Facultatibus, Rostock, Bibliopolium Hallervordianum, 1639 (lire en ligne) —Nouvelle édition augmentée : Strasbourg, 1667-1668 : in-quarto latin sur les plantes médicinales
- Flora Danica, Copenhague 1648
- (la) Simon Paulli, Commentarius de abusu Tabaci Americanorum veteri et herbae Thee Asiaticorum in Europa novo, Simon Paulli, 1665 (lire en ligne), et sa traduction : (en) Simon Pauli, A Treatise on Tobacco, Tea, Coffee and Chocolate, 1746 (lire en ligne)
- Simonis Paulli Dero zu Dännemarck/ Nordwägen Königl. Majest. ältesten Leib-Medici Anatomisch- und Medicinisches Bedencken über ein Königliches Reit-Pferd So Anatomischer Kunst nach zerlegt worden/ den 11. Christ-Monats 1671., Godicche (lire en ligne)

## Honneur
Le genre Paullinia, un genre d'arbustes à fleurs, de petits arbres et de lianes de la famille des saponaires en botanique, est nommé en son honneur.